# Squilloidea
Squilloidea is een superfamilie van kreeftachtigen uit de klasse van de Malacostraca (Hogere kreeftachtigen).

## Familie
- Squillidae Latreille, 1802